# Evelyn Underhill

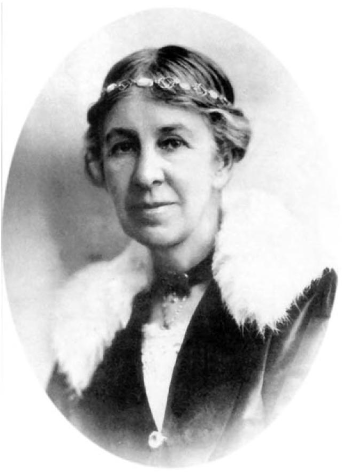
Evelyn Underhill in 1926

Evelyn Underhill (1875 - 1941) was een Britse schrijver die veel publiceerde op het gebied van de spiritualiteit. Ze kreeg internationale faam door haar boek Mysticism, A Study in the Nature and Development of Man's Spiritual Consciousness. Het verscheen in 1911 en beïnvloedde vele bekende schrijvers, van C.S. Lewis en T.S. Eliot tot Thomas Merton, Alan Watts en Richard Rohr. Het werk werd in het Frans, Duits, Spaans en Tsjechisch vertaald maar een Nederlandse versie, gebaseerd op de door haar zelf herziene editie van 1930, verscheen pas in 2022 onder de titel Mystiek, hoe God werkt in de mens.

## Levensloop
Underhill werd geboren in Wolverhampton en groeide op als enig kind. Volgens eigen zeggen was ze 'niet godsdienstig opgevoed' en beschouwde zichzelf jarenlang als atheïst. Ze trouwde met haar jeugdvriend, de jurist Hubert Stuart Moore. Hun huwelijk bleef kinderloos. Ze schreef gedichten en romans en had als kind al mystieke inzichten: 'plotselinge ervaringen van vrede op een niveau van de werkelijkheid waar geen veelheid is of behoefte aan een verklaring, als de stille woestijn van de mystici'. Niemand in haar omgeving kon haar helpen deze ervaringen, die haar niet alleen vrede brachten maar soms ook vrees aanjoegen, te duiden. Het zette haar op een zoektocht die haar eerst naar het occultisme voerde en daarna naar de grote mystici. Op een van haar vele reizen door Europa kwam ze dichter bij het geloof toen ze in Italië getroffen werd door de oude christelijke kunst, die haar 'meer leerde dan ik uit kan leggen'. Ze ging Christus zien als de brug tussen God en mens, die een evenwichtige spirituele ervaring mogelijk maakt waarin de mens niet oplost in de grootheid van God, noch probeert die in een dogma te vangen.
Een God die klein genoeg is om te begrijpen, is niet groot genoeg om te aanbidden.
Haar onderzoek leidde tot het hoofdwerk Mysticism, dat uit twee delen bestaat. In het eerste deel laat ze zien hoezeer wij in illusies (een 'bubbel') leven en destilleert uit de ogenschijnlijke wirwar van mystieke ervaringen een herkenbare structuur. Deze is de mystieke of spirituele weg, een bevrijdingsbeweging die voert naar de uiteindelijke Werkelijkheid: God. Het feit dat deze weg in elke tijd en cultuur voorkomt, pleit volgens Underhill voor de objectieve waarheid ervan. Meer dan bijvoorbeeld William James benadrukt ze dat het, naast kennis, vooral om een dynamiek van liefde gaat. Mystici belichamen daardoor in zekere zin God in de wereld. Velen zijn bronnen van cultuur en beschaving geworden. Naast een Franciscus van Assisi en Meister Eckhart, zijn bekende namen vandaag Etty Hillesum, Titus Brandsma, Moeder Teresa en Desmond Tutu. De pinksterbeweging en de New Age-spiritualiteit zijn voorbeelden van een meer diffuse 'mystiek van de massa'. De beschrijving van de mystieke weg in het tweede deel heeft Underhills boek tot een klassieker gemaakt. Typisch Angelsaksisch is haar nadruk op de praktijk:
De grote mystici staan niet aan de kant, verzonken in heerlijk gebed en het gevoel dat ze zuiver en aangenaam voor God zijn. Ze storten zich in de smeerboel van de wereld en daar, midden in de smeerboel, stralen ze God uit.
Aangemoedigd door haar mentor Baron von Hügel, werd ze actief als geestelijk begeleider in de Anglicaanse Kerk. Haar brieven, geredigeerd door de schrijver Charles Williams, getuigen van haar nuchterheid en humor. Ze was in Engeland de eerste vrouw die zich inspande voor de oecumene, college gaf aan de theologische faculteit en namens de kerk retraites hield. Regelmatig trok ze op met de armen in de sloppen van Londen. Terwijl de focus van Mysticism ligt op Gods werkzaamheid in de individuele mens, schrijft ze in haar tweede grote werk Worship over de spiritualiteit van de collectieve kerkdienst. Toen de Eerste Wereldoorlog uitbrak steunde ze nog actief de geallieerden, maar in de Tweede Wereldoorlog was ze een vurige pacifist geworden. In 1939 ontving ze een eredoctoraat van Aberdeen University. Ze heeft een plek gekregen op de liturgische kalender van de Anglicaanse Kerk, op haar sterfdag 15 juni.

## Publicaties
Underhill schreef vele artikelen en verzorgde allerlei uitgaven van mystici, waaronder Plotinus, Jacopone da Todi, Ruusbroec en The Cloud of Unknowing. Samen met Nobelprijswinnaar Rabindranath Tagore vertaalde ze de Indiase mysticus Kabir. Vooral op latere leeftijd wilde Underhill de wijsheid van de mystieke traditie dichter bij het grote publiek brengen. Van haar 39 boeken zijn er drie in het Nederlands vertaald:
- Praktische mystiek, voor nuchtere mensen ('Practical Mysticism')
- Het spirituele leven, mystiek voor het dagelijks bestaan ('The Spiritual Life' - oorspronkelijk radiotoespraken)
- Mystiek, hoe God werkt in de mens ('Mysticism').